# Polínome
Polínome (en grec antic Πολυνόμη 'd'abundants pastures') va ser una de les cinquanta Nereides, filla de Nereu, un déu marí fill de Pontos, i de Doris, una nimfa filla d'Oceà i de Tetis. Tenia un únic germà, Nèrites.
La citen Hesíode i Apol·lodor a les seves llistes de nereides. Era la nereida que protegia les coves submarines.